# Arne Mellgren
Erik Arne Gustav Mellgren, född 22 mars 1920 i Linköpings församling, Östergötlands län, död 13 november 2002 i Högalids församling, Stockholms län, var en svensk idrottsläkare.

## Filmmedverkan
- 1987 - Dirigenterna
- 1971 – Kärlekens XYZ
- 1951 - 6-dagarsloppet 1951